# Сандер, Нильс
Нильс Фредерик Сандер (швед. Nils Fredrik Sander, 26 сентября 1828, Винтроса, Эребру, Швеция — 30 мая 1900, Стокгольм, Швеция) — шведский поэт, переводчик, искусствовед.

## Биография
Нильс Фредерик Сандер родился в семье хозяина гостиницы Ларса Нильсона и его жены Катрины Ларсдоттер.
Сандер писал стихи, а также переводил на современный шведский язык новогреческую поэзию и Старшую Эдду (1893). С 1889 по 1900 год Нильс Сандер являлся членом Шведской академии, а в 1891 году был избран  почётным членом Södermanlands-Nerikes nation. В 1895 году Нильс заказал гипсовую копию греческого Пирейского льва, выставленную в Историческом музее Стокгольма.